# Noferkaré (Tanisz)
Noferkaré az ókori egyiptomi Tanisz városának uralkodója a XXVI. dinasztiával egyidőben. Valószínűleg a jobban ismert II. Pedubasztot követte, i. e. 665 körül, csak egy évvel azelőtt, hogy a XXVI. dinasztia első fáraója, I. Pszammetik trónra lépett.
Létezését először Pierre Montet francia egyiptológus vetette fel, aki Tanisz városában több helyen megtalálta egy uralkodó részben kitörölt titulatúráját, mely nagyban hasonlított az óbirodalmi II. Noferkaré Pepi nevére. Az egyik felirat azonban Mut istennőt, az aseru úrnőjét említi, az ő kultusza pedig az Óbirodalomnál jóval későbbi. Emellett egy Athribiszből előkerült párkányon a Noferkaré és az Uahibré név is szerepel kártusban; utóbbi feltehetőleg I. Pszammetikre utal, előbbi pedig erre a korábban nem ismert taniszi uralkodóra. Titulatúrája csak részlegesen maradt fenn, a Noferkaré az uralkodói neve volt, a Hórusz-neve Neterti-ha volt, személyneve P-vel kezdődött.
A leletek alapján valószínűnek tűnik, hogy Pszammetik trónra lépése után nem tűrte tovább a sok kiskirályt, akik Alsó-Egyiptom egyes részeit uralták, és pár év alatt mindet rákényszerítette, hogy a vazallusaivá váljanak, ezzel megfosztotta őket uralkodói címeiktől és ambícióiktól. A taniszi Noferkaré – aki a XXII. dinasztiabeli I Sesonk távoli utódaként talán sokkal régebbi királyi vérvonalból származott, mint maga Pszammetik – valószínűleg a legutolsó volt ezek közül, de i. e. 657-656 körül őt is behódolásra kényszerítették

## Fordítás
- Ez a szócikk részben vagy egészben  a   Neferkare (Tanis) című angol Wikipédia-szócikk ezen változatának fordításán alapul.  Az eredeti cikk szerkesztőit annak laptörténete sorolja fel. Ez a jelzés csupán a megfogalmazás eredetét és a szerzői jogokat jelzi, nem szolgál a cikkben szereplő információk forrásmegjelöléseként.